# Fonction centrale
En théorie des groupes, une fonction centrale est une application définie sur un groupe et constante le long de ses classes de conjugaison. Les fonctions centrales à valeurs complexes interviennent dans l'étude des représentations d'un groupe compact ; les fonctions centrales complexes de carré intégrable apparaissent comme les éléments du centre de son algèbre hilbertienne (en), d'où leur nom.

## Définition
Une application {\displaystyle f} définie sur un groupe G est dite centrale si pour tous s et t dans G, on a :
ou encore (via la bijection (s,t)↦(u=st,v=s −1))

## Propriétés
Pour tout corps K, le groupe G agit naturellement à droite sur l'espace vectoriel KG des applications de G dans K par : s.f : t↦f(sts−1). Les fonctions centrales sur G à valeurs dans K sont donc les points fixes de cette représentation, et forment de ce fait un sous-espace vectoriel de KG.
Cet espace vectoriel des fonctions centrales sur G à valeurs dans K est par ailleurs naturellement isomorphe à l'espace KC, où C désigne l'ensemble des classes de conjugaison de G.

## Exemples
- Sur un groupe abélien, toute fonction est centrale. En effet, les classes de conjugaison sont alors les singletons.
- Un exemple un tout petit peu moins trivial de fonctions centrales est celui des morphismes de groupes à valeurs dans un groupe abélien.
- Un autre est celui de l'application, d'un groupe de torsion G dans l'ensemble ℕ*, qui à chaque élément de G associe son ordre.
- Si G est un groupe topologique, on se restreint en général aux fonctions centrales mesurables, voire continues.

## Algèbre hilbertienne d'un groupe compact
Si G est un groupe compact, on note λ sa mesure de Haar définie comme l'unique mesure de probabilité invariante par translation à gauche, et L2(G) l'espace de Hilbert des fonctions complexes mesurables sur G et de carré λ-intégrable. Cet espace peut être muni :
- d'un produit associatif et distributif d'élément neutre la fonction constante égale à 1, le produit de convolution, défini par :

- d'une involution définie par :

Muni de ces lois, L2(G) est une algèbre de Banach involutive, et même une algèbre hilbertienne (en). L'étude de cette algèbre est liée à l'étude des représentations continues de G (lire Théorème de Peter-Weyl).
Cette relation transparait dans l'étude du centre de L2(G). En effet, un calcul direct donne pour toutes fonctions mesurables f et g de carré intégrable :
Une fonction f appartient au centre de L2(G) si et seulement si pour toute fonction g∊L2(G), les convoluées f∗g et g∗f sont égales presque partout, donc partout car elles sont continues. De fait, cela équivaut à ce que pour presque tous u et v dans G, on a : f(uv)=f(vu).
Le centre de L2(G) est donc le sous-espace vectoriel fermé des (classes de) fonctions centrales mesurables sur G et de carré intégrable.

### Caractère d'un groupe compact
Une représentation continue de dimension finie du groupe compact G est une application continue ρ : G→GL(V) où V est un espace vectoriel complexe de dimension finie.
Le caractère associé est la fonction centrale définie par :
Deux représentations équivalentes ont même caractère.
On appelle caractère irréductible un caractère associé à une représentation continue irréductible. Les caractères irréductibles appartiennent à L2(G), les caractères associés à deux représentations irréductibles non équivalentes sont orthogonaux, et l'ensemble des caractères irréductibles forme une base hilbertienne de L2(G).
Pour un groupe fini G, le nombre de représentations irréductibles est le nombre des classes de conjugaison de G.